# Din Dong
Din Dong (chinês: 癲 噹) é um gato cartunesco de Hong Kong, criado pelos cartunistas John Chan e Pam Hung. Din Dong é um gato feliz e positivo cujo lema é "o impossível é possível". Din Dong costuma publicar ilustrações em sua página no Facebook. Din Dong também é uma criação multimídia que abrange projetos de animação, quadrinhos e licenciamento; aparecendo em livros, DVD, aplicativos, utensílios domésticos, etc. A animação de Din Dong também foi exibida na estação de TV do Japão BS. Suas coleções de animação são escolhidas como "Seção de Animação Famosa" no 34.º Festival Internacional de Cinema de Hong Kong; uma estátua de Din Dong está localizada na Avenida das Estrelas dos Quadrinhos, em Tsim Sha Tsui (Hong Kong).

## Biografia de Din Dong
Din Dong é o gato de estimação do seu autor. Ele era um gato de rua que morava em Hong Kong. Um dia, o autor encontrou este gato, tornando-o seu animal de estimação. Com ações imprevisíveis e cômicas, ele acaba inspirando o autor a começar o quadrinho "Din Dong". O autor espera que Din Dong permita que as pessoas repensem que a felicidade nem sempre está relacionada ao dinheiro e ao materialismo.

## Quadrinhos de Din Dong
- Livro 1 de Dindong (癲 噹 - 神奇 玫瑰花)[7]Din Dong na Avenida das Estrelas dos Quadrinhos de Hong Kong

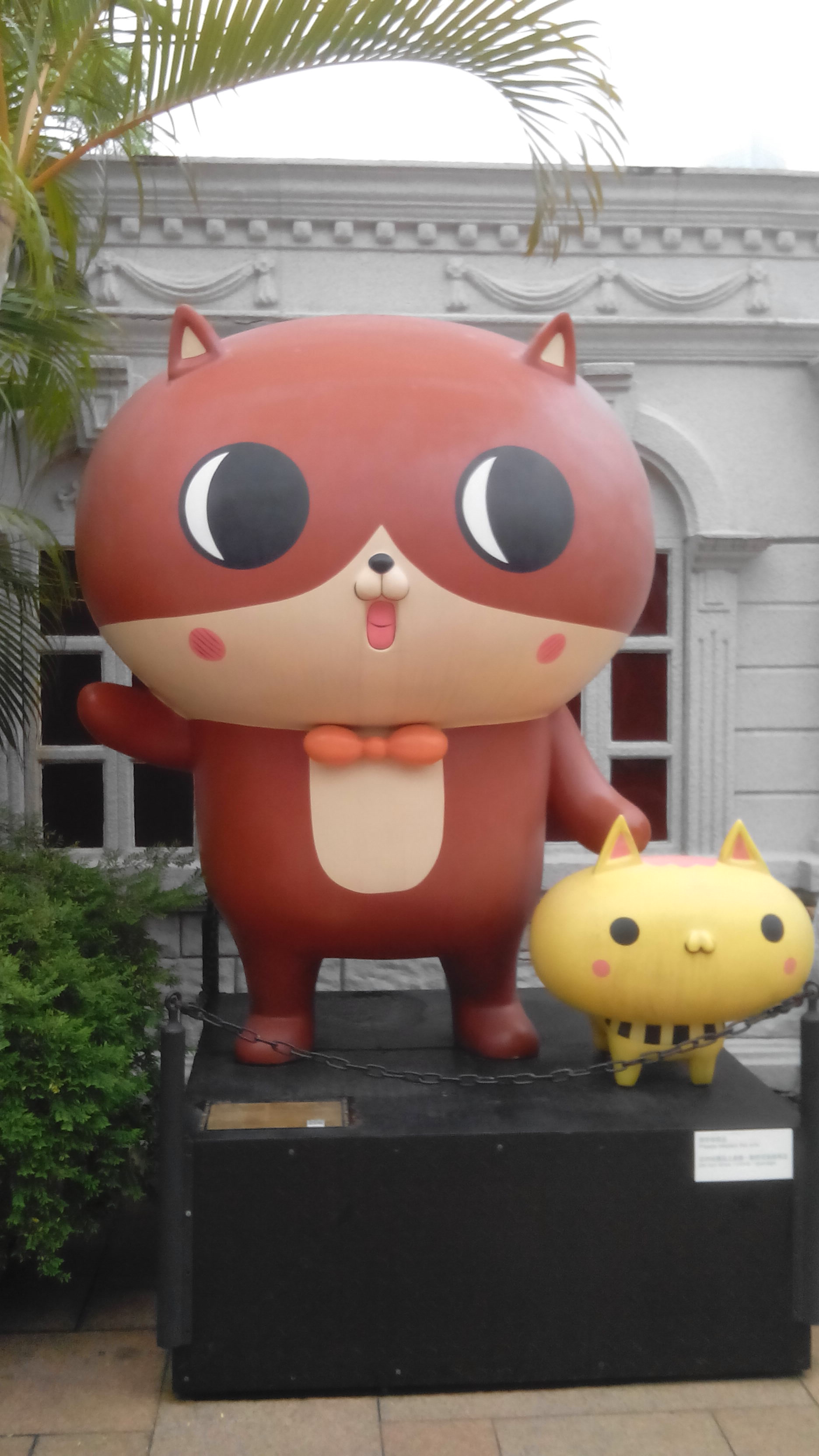
Din Dong na Avenida das Estrelas dos Quadrinhos de Hong Kong

- Livro 2 de Dindong (噹 噹 2- 免費 去 旅行)[8]

## Animação de Din Dong
A animação foi produzida com base nos quadrinhos originais, com cada episódio tendo cerca de um minuto de duração e todas as produções foram feitas pela Postgal Workshop, com a música composta por The Pancakes. Os trabalhos de animação foram lançados no DVD "Postgal Animation Collection" e apresentados no 34.º Festival Internacional de Cinema de Hong Kong.

## Jogo
Dindong Adventure foi o primeiro jogo de aplicação móvel para iOS do personagem. Ele foi lançado em outubro de 2013, criado com base nos personagens dos quadrinhos de Din Dong.

## Prêmios
- 4.º Asiagraph (Japão, Tóquio) — Prêmio Especial do Júri[11]